# 小島良太 (スケート選手)
小島 良太（こじま りょうた、1998年5月11日 - ）は、日本の男子スピードスケート選手。2022年北京オリンピック日本代表。

## 略歴
1998年、長野県長野市出身。兄の影響で、３歳よりスケートを始める。
1998年に開催された長野オリンピック競技会場（エムウェーブ）に於いてエムウェーブスケートクラブで、本格的にスピードスケートを始める。
長野市立芹田小学校、長野市立櫻ヶ岡中学校、長野県立屋代高等学校を経て、長野五輪で清水宏保を金メダルに導いた結城匡啓コーチの下で学ぶため信州大学に進学。同大学では2018年平昌オリンピック500m金メダルの小平奈緒、山中大地、近藤太郎、山田梨央とともに練習する。
信州大学教育学部学校教育教員養成課程 野外教育コース卒業。株式会社エムウェーブに所属。
2022年、北京オリンピックに男子スピードスケート日本代表で出場。

## 主な成績
・2019.10.26　第26回全日本スピードスケート距離別選手権大会（八戸YSアリーナ）　1000ｍ 準優勝（1:09.64）
・2019.12.13　W-cup第3戦（Nagano JPN)　1000ｍ　6位（1:09.154）　　　　　　　　　　　　　　　　
・2019.12.28　第87回全日本スピードスケート選手権大会スプリント（エムウェーブ）1000ｍ　優勝（1:08.96）
・2020. 1. 6  　   第92回日本学生氷上競技選手権大会（釧路市柳町スピードスケート場）1000ｍ　優勝（1:12.53）リンクレコード
・2020.11.28　第40回全日本学生選手権大会スプリント（渋川市伊香保リンク）　　　1000m　優勝（1:10.60）リンクレコード
　　　　　　　  同大会　スプリント総合　優勝　141.23　リンクレコード
・2021.10.22　第28回全日本スピードスケート距離別選手権大会（エムウェーブ）　　1000m　優勝（1:09.10）
・2021.12.30　北京オリンピックスピードスケート日本代表選手選考競技会（エムウェーブ） 1000m　優勝（1:08.35）国内最高記録
・2022. 2.18　 北京オリンピック（中国）　1000m　20位（1:09.97）
・2022.11.11　W-cup第1戦（Stavanger NOR)　1000ｍ　3位（1:09.31）初のW-cup表彰台
・2022-2023　 ISU World Cup 1000m Men シーズンポイントランキング5位
・2023.12.8 　W-cup第4戦（Tomaszów Mazowiecki  POL)　1000ｍ　2位（1:09.73）
・2024.1.19 　ISU四大陸スピードスケート選手権大会（Salt Lake City USA)　1500ｍ　3位（1:44.40）
・2024.2.18 　ISU世界スピードスケート距離別選手権大会（Calgary CAN)　1000ｍ　8位（1:07.47）
・2024.2.7-10 ISU世界スプリントスピードスケート選手権大会（ Inzell GER) 　総合　６位（138.020）